# În spatele cortinei (roman)
În spatele cortinei sau În dosul perdelei (în engleză Behind That Curtain‎, 1928) este al treilea roman din seria de romane de mister cu Charlie Chan de Earl Derr Biggers. 

## Rezumat
Are loc aproape exclusiv în California (spre deosebire de Hawaii nativi ai lui Chan) și prezintă povestea fostului șef de la Scotland Yard, un detectiv care urmărește de multă vreme un criminal.  
În urmă cu cincisprezece ani, un avocat londonez a fost ucis în circumstanțele în care singurul indiciu a fost o pereche de papuci chinezești, pe care, aparent, îi purta chiar înainte de moartea sa. Sir Frederic Bruce este de atunci pe urmele criminalului. De asemenea, s-a interesat de ceea ce pare a fi o serie de femei dispărute din întreaga lume, care ar avea legătură cu dispariția unei femei pe nume Eve Durand în India rurală, în urmă cu cincisprezece ani.  
Tocmai când se pare că ar putea rezolva în cele din urmă cazul de crimă, la o petrecere la care au fost invitați o serie de invitați importanți și misterioși, inspectorul Bruce este ucis - și a fost văzut ultima dată purtând o pereche de papuci chinezești, care au dispărut.  
Rămâne ca detectivul Chan să rezolve cazul și să pună cap la cap toate indiciile.

## Adaptări de film, TV sau teatru
A fost adaptat pentru film ca Behind That Curtain în 1929, iar elemente ale narațiunii au fost folosite în Charlie Chan's Chance -- Șansa lui Charlie Chan (acum considerat un film pierdut ) în 1932. Filmul din 1929 a fost ales pentru a inaugura cinematograful Fox din San Francisco la 28 iunie 1929. 

## Detalii despre lansare
- 1928, SUA, Bobbs-Merrill (ISBN NA), data publicării 1928, Hardback (prima ediție)
- 1974, SUA, Bantam ( ISBN: 978-0-553-08464-1), iulie 1974, broșată
- 1974, Marea Britanie, Corgi Children (ISBN: 0-552-68464-3), octombrie 1974, broșată
- 1984, SUA, Buccaneer Books (ISBN: 0-89966-078-9), decembrie 1984, broșată
- 1987, SUA, Popular Library (ISBN: 0-445-40214-8), aprilie 1987, broșată
- 2005, Marea Britanie, Dodo Press (ISBN: 1-905432-92-5), data publicării septembrie 2005, broșată

### Traduceri
- În dosul perdelei, Editura  Cultura Romaneasca, 1931, traducere de Jul. Giurgea[1][2]
- În spatele cortinei, Editura  Merope, 1994, traducere de Cezar Octavian Tabarcea[3]